# 闇無浜神社
闇無浜神社 (闇無濱神社)（くらなしはまじんじゃ）とは、大分県中津市にある神社。
境内社である八坂神社の祇園祭（7月下旬週末）は、「下祇園」として、南西近隣の中津神社の「上祇園」と共に中津祇園を構成する。

## 概要
中津川河口の東岸、かつて闇無浜 (倉無浜)（くらなしはま）と呼ばれた場所に鎮座している。闇無浜 (倉無浜) は、万葉集にも読まれている景勝地であった。
創建は不詳だが、古代から崇敬を集めた祈願社であり、740年（天平12年）の藤原広嗣の乱においては阿倍虫麻呂が祈願を行い、771年（宝亀2年）の疫病、790年（延暦9年）の天災、941年（天慶4年）の藤原純友の乱、1281年（弘安4年）の元寇などに際しても、祈願が行われた。
境内社である八坂神社の祇園祭は、延宝年間（1673年―1681年）に竹で山車の装いをこしらえたことに始まり、天和3年（1683年）に豊後町が京都の山車をまねてから隆盛に向かった。
1872年（明治5年）に豊日別国魂神社から闇無浜神社へと改称した。

## 祭神
- 崇神天皇御代
  - 豊日別国魂神
  - 瀬織津姫神
- 景行天皇御代
  - 海津見神
  - 武甕槌神
  - 経津主神
  - 天児屋根神
  - 別雷神

## 境内社
- 八坂神社（例祭：7月下旬週末）
- 船魂住吉社（例祭：9月吉日）
- 恵比須社（例祭：5月10日）
- 稲荷社（例祭：3月初午）
- 厳島社
- 金比羅社